# Dummy
Dummy é uma dedução financeira aplicada em impostos. Representa a diferença entre os juros recebidos e os pagos, sendo parte da economia de determinada empresa ou instituição. Por isso, o dummy é calculado apenas no final das contas, descontando-se da receita final da empresa ou do produto interno bruto (PIB) gerado em determinado lugar.